# 1328 en philosophie
Chronologie de la philosophie
- 1324
- 1325
- 1326
- 1327
- 1328
- 1329
- 1330
- 1331
- 1332

L’année 1328 a été marquée, en philosophie, par les événements suivants :

## Événements
- Le procès du philosophe et théologien Guillaume d'Ockham débute. Il est accusé d'avoir écrit des propositions hérétiques. Pour des raisons inconnues, il ne sera pas condamné.

## Décès
- 28 janvier : Maître Eckhart, théologien allemand, né en 1260. Il meurt en plein procès pour hérésie.